# Nommay
 Nommay  es una población y comuna francesa, en la región de Franco Condado, departamento de Doubs, en el distrito de Montbéliard y cantón de Sochaux-Grand-Charmont.

## Demografía
| 873 | 1097 | 1590 | 1635 | 1513 | 1485 |
| Para los censos de 1962 a 1999 la población legal corresponde a la población sin duplicidades (Fuente: INSEE [Consultar]) |      |      |      |      |      |